# Provincia de El Collao

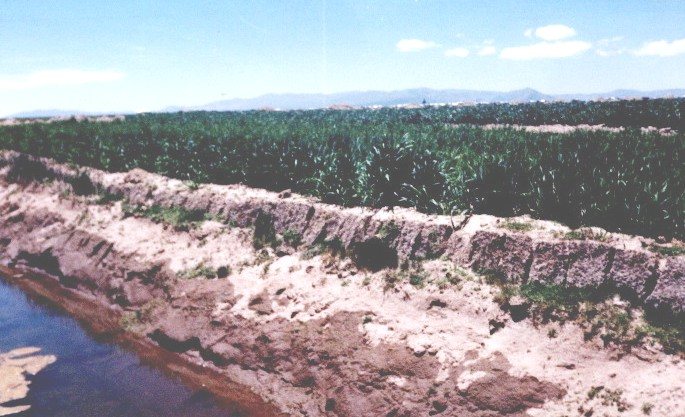
Huarohuaros o camellones, antigua técnica de irrigación incaica, cerca a Ilave

La provincia de El Collao es una de las trece que conforman el departamento de Puno en el sur del Perú. Limita por el norte con el lago Titicaca, por el este con la provincia de Chucuito y Bolivia, por el sur con la provincia de Candarave (Tacna) y por el oeste con la provincia de Mariscal Nieto (Moquegua) y la provincia de Puno.
Desde el punto de vista jerárquico de la Iglesia católica, forma parte de la prelatura de Juli en la arquidiócesis de Arequipa.

## Historia
La provincia de El Collao fue creada mediante Ley n.º 25361, del 12 de diciembre de 1991, con su capital, Ilave, en el gobierno de Alberto Fujimori.

## Geografía
Tiene una extensión de 5600,51 km². 

## División administrativa
La provincia se divide en cinco distritos:
1. Capaso
2. Conduriri
3. Ilave
4. Pilcuyo
5. Santa Rosa

Poblado: Distrito de Mazocruz 

## Población
La provincia tiene una población aproximada de 68 320 habitantes.

## Capital
La capital es la ciudad de Ilave.

## Autoridades

### Regionales
- Consejeros regionales
  - 2019-2022[3]

  1. Jaime Chambilla Maquera (Movimiento de Integración por el Desarrollo Regional, Mi Casita)
  2. Nury Mamani Machaca (Poder Andino)

### Municipales
- 2019-2022[3]
  - Alcalde: Villanueva Maquera Resalaso, del Movimiento de Integración por el Desarrollo Regional (Mi Casita).
  - Regidores:

  1. Oswaldo Choque Chura (Movimiento de Integración por el Desarrollo Regional, Mi Casita)
  2. Eulogio Apaza Yujra (Movimiento de Integración por el Desarrollo Regional, Mi Casita)
  3. Ernestina Flores Quispe (Movimiento de Integración por el Desarrollo Regional, Mi Casita)
  4. Isaac Challo Curo (Movimiento de Integración por el Desarrollo Regional, Mi Casita)
  5. Gilberto Gil Ccallo Jarecca (Movimiento de Integración por el Desarrollo Regional, Mi Casita)
  6. Julio César Navarro Marón (Movimiento de Integración por el Desarrollo Regional, Mi Casita)
  7. Carmelo Vidales Villalva (Gestionando Obras y Oportunidades con Liderazgo)
  8. Germán Quispe Jinez (Siempre Unidos)
  9. Jaime Francisco Ticona Maquera (Poder Andino)

### Policiales
- Comisaría de Juli
  - Comisario: Alférez PNP

## Educación

### Instituciones educativas
Antonio Raimondi 
Género: Mixto 
Gestión: Privada
Área: Urbana
Enseñanzas:
Categoría: Inicial, jardín y nido
Turno: Continuo solo en la mañana
Características:
Categoría: Educación primaria
Turno: Continuo solo en la mañana
Características: Polidocente completo
Categoría: Educación secundaria
Turno: Continuo solo en la mañana
Características:
Direcciones y formas de contactarse:
Dirección del establecimiento:
Jirón Santa Ana n.º 167, El Collao, Ilave